# Stiftung Exilmuseum Berlin
Die Stiftung Exilmuseum Berlin beabsichtigt seit 2018 in Berlin ein Exilmuseum über die Personen einzurichten, die ihr Heimatland (Deutsches Reich unter der NS-Diktatur) wegen der NS-Herrschaft verlassen haben bzw. es verlassen mussten. Es handelt sich bei dem Projekt um eine bürgerschaftliche Initiative um die Literaturnobelpreisträgerin Herta Müller und den Berliner Kunsthändler und Mitbegründer der Villa Grisebach, Bernd Schultz. Die Stiftung Exilmuseum Berlin wurde 2018 gegründet. Wunschstandort für das Museum ist die Freifläche hinter der Portalruine des Anhalter Bahnhofs. Ein entsprechender Aufstellungsbeschluss wurde im September 2018 durch die Bezirksverordnetenversammlung Friedrichshain-Kreuzberg verabschiedet.
Von diesem zentralen Anhalter Bahnhof Berlins fuhren viele der betroffenen Personen (Beispiele) wie zum Beispiel Heinrich Mann oder Bertolt Brecht aus dem Deutschen Reich ins Exil, bzw. viele wurden wenig später von dort aus deportiert.
Am 14. August 2020 stellte die Stiftung die Ergebnisse eines internationalen Architekturwettbewerbs vor. Die Baukosten von 27 Millionen Euro sollen über Spenden und private Mittel finanziert werden. Baubeginn soll 2023 sein.
Gründungsdirektor des Museums war der Historiker und Museumsmann Christoph Stölzl, der bereits das Deutsche Historische Museum Berlin gegründet hatte. Neben Literaturnobelpreisträgerin Herta Müller unterstützt Bundespräsident a. D. Joachim Gauck als Schirmherr das Projekt. Vorstandsvorsitzender der Stiftung Exilmuseum ist Bernd Schultz.
Als Ziele werden von den Initiatoren und Initiatorinnen genannt:
Das Museum
...stellt individuelle Lebensgeschichten in den Mittelpunkt. Sie sind die Akteure und Träger der Exilgeschichte.
…spürt der Erfahrung des Exils anhand von bestimmten Motiven und Themen nach. … macht historische Hintergründe verständlich. Es begreift dabei die Emigration aus dem Machtbereich der Nationalsozialisten als ein Unrecht, das uns heute noch etwas angeht. Was können wir aus der Geschichte für das Heute lernen?  … erzählt von der Zwangsemigration nach 1933 im Bewusstsein, dass das Jahrhundert des Exils noch immer kein Ende gefunden hat. Wie wurden Flucht und Entwurzelung zu zentralen Erfahrungen unserer Zeit in Deutschland und weltweit? Kann vom 20. Jahrhundert als einem „Jahrhundert des Exils“ gesprochen werden?  ... richtet den Blick auch auf die Gegenwart: Über 65 Millionen Menschen sind aktuell weltweit auf der Flucht – jeder 113. Mensch ist betroffen. Welche Verbindung besteht zwischen Exil damals und heute?  … berichtet davon, wie der Exodus aus Mitteleuropa auch zum transnationalen Ideentransfer wurde. Es zeigt, wie Migration in bedeutsamer Weise kulturelle Muster verändert – eine Erkenntnis, die für ein friedvolles Miteinander in einer globalisierten Welt immer wichtiger wird.
Damit werden also vergangenheits-, gegenwarts- und zukunftsbezogene Aspekte für das Museum ebenso genannt wie nationale und internationale Aspekte. Das Museum soll in Partnerschaft und Austausch mit Museen, Archiven und Forschungseinrichtungen entwickelt werden, die bereits zum Thema Exil arbeiten.
Das Echo auf das Projekt in der Presse war bisher durchgehend positiv.

## Ausstellung ZU/FLUCHT als Vorläuferin des geplanten Museums
Am 12. Juni 2021 eröffnete am geplanten zukünftigen Museumsstandort die Freiluftausstellung ZU/FLUCHT.

## Leitung
Die Stiftung zur Gründung eines Museums wird ab 2025 durch die Kunsthistorikerin Ruth Ur geleitet.

## Zitatnachweise, Anmerkungen
1. ↑  Die Welt: Auktion für Berliner Exilmuseum bringt 6,3 Millionen Euro. 27. Oktober 2018
2. ↑  Stiftung Exilmuseum Berlin: Intro. Abgerufen am 6. März 2019.
3. ↑  Andreas Abel: Exilmuseum soll am Anhalter Bahnhof entstehen. 7. Juli 2018, abgerufen am 6. März 2019 (deutsch).
4. ↑  Archivierte Kopie (Memento des Originals vom 11. Juni 2021 im Internet Archive)  Info: Der Archivlink wurde automatisch eingesetzt und noch nicht geprüft. Bitte prüfe Original- und Archivlink gemäß Anleitung und entferne dann diesen Hinweis.
5. ↑  Exilmuseum: Stiftung präsentiert Vorschläge im August. Abgerufen am 27. Juni 2020.
6. ↑  Marcus Woeller: Exilmuseum: Endlich mal wieder Mut, mitten in Berlin. In: Die Welt. 14. August 2020 (welt.de [abgerufen am 26. Oktober 2020]).
7. ↑  Stiftung Exilmuseum Berlin: Intro. Abgerufen am 6. März 2019.
8. ↑  sinngemäße Zitate von der Homepage.
9. ↑  Andreas Abel: Exilmuseum soll am Anhalter Bahnhof entstehen … Das Bezirksamt begrüßt das Vorhaben. In: Berliner Morgenpost vom 7. Juli 2018 
Nikolaus Bernau: Exil-Museum Berlins neue Erinnerungslandschaft soll den Staat nichts kosten. In: Berliner Zeitung (BZ) vom 22.07.18
rbb-Abendschau: Zum News-Video vom 25. Oktober 2018 (Gelder sollen für deutsches Exilmuseum verwendet werden, Grisebach-Gründer versteigert eigene Sammlung)
10. ↑  Susanne Memarnia: Temporäres Exil im Container. taz, S. 22, 11. Juni 2021
11. ↑  … wird neue Direktorin der Stiftung Exilmuseum in Berlin als Nachfolgerin des 2023 verstorbenen Gründungsdirektors Christoph Stölzl. In: Jüd. Allg. vom 12. Mai 2025